# Escala de Jadad
La escala de Jadad, también conocida como puntuación de Jadad o sistema de puntuación de calidad de Oxford, es un procedimiento para evaluar de manera independiente la calidad metodológica de un ensayo clínico. Es la evaluación más ampliamente utilizada en el mundo.
En enero del 2022, el artículo original había sido citado en más de 23.000 trabajos científicos.

## Autor

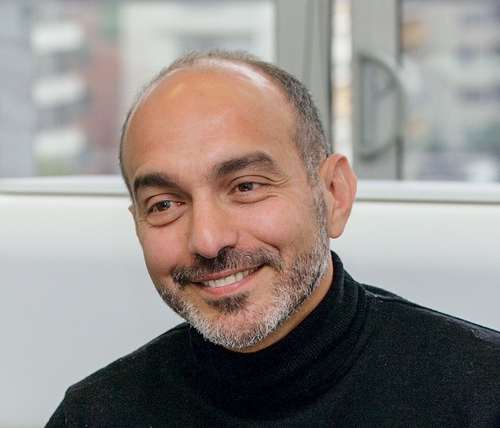
Alejandro Jadad

La escala de Jadad lleva el nombre de Alejandro Jadad Bechara (n. 1963), médico colombiano que trabajaba como investigador en la Unidad de Alivio del Dolor, del Departamento de Anestesiología Nuffield, en la Universidad de Oxford (Reino Unido). Jadad y su equipo expusieron sus puntos de vista, sobre la eficacia del enmascaramiento en los estudios publicados, en un artículo de 1996 en la Journal of Controlled Clinical Trials. En un anexo del documento se describe una escala de valoración de los ensayos asignando una puntuación entre cero (muy mala) y cinco (riguroso).
Jadad consideró al ensayo controlado aleatorio de gran importancia para el avance de la ciencia médica, y lo describió en un libro de 2007 como «una de las formas más simples, más potentes y revolucionarias de la investigación».

## Cuestionario
La escala de Jadad considera solo aquellos aspectos relacionados con los sesgos referidos a: la aleatorización, el enmascaramiento (conocido como doble ciego) que impide que los pacientes y el propio investigador tengan acceso al objeto del tratamiento, y la descripción de las pérdidas de seguimiento. Es un cuestionario sencillo, rápido de aplicar y ha sido validado.
Mediante estas siete preguntas puede realizarse una valoración de la validez de un ensayo clínico:
|   | Pregunta                                                                                                | Puntuación                |
| - | --- | ------------------------- |
| 1 | ¿El estudio se describe como aleatorizado (o randomizado)?                                              | Sí: 1 punto No: 0 puntos  |
| 2 | ¿Se describe el método utilizado para generar la secuencia de aleatorización y este método es adecuado? | Sí: 1 punto No: 0 puntos  |
| 3 | ¿Es adecuado el método utilizado para generar la secuencia de aleatorización?                           | Sí: 0 punto No: –1 punto  |
| 4 | ¿El estudio se describe como doble ciego?                                                               | Sí: 1 punto No: 0 puntos  |
| 5 | ¿Se describe el método de enmascaramiento (o cegamiento) y este método es adecuado?                     | Sí: 1 punto No: 0 puntos  |
| 6 | ¿Es adecuado el método de enmascaramiento (o cegamiento)?                                               | Sí: 0 puntos No: –1 punto |
| 7 | ¿Hay una descripción de las pérdidas de seguimiento y los abandonos?                                    | Sí: 1 punto No: 0 puntos  |

Este cuestionario da una puntuación en una escala que va de 0 a 5 puntos, de manera que a mayor puntuación mejor calidad metodológica tiene el ensayo clínico evaluado.
Se considera como «riguroso» un ensayo clínico aleatorizado (ECA) de 5 puntos. Un ensayo clínico es de pobre calidad si su puntuación es inferior a 3 puntos.

## Usos
La escala de Jadad se puede utilizar para:
- Evaluar la calidad general de la investigación médica en un campo determinado.
- Establecer una norma mínima para los resultados de los estudios que deben incluirse en un metaanálisis. Un investigador al realizar una revisión sistemática, por ejemplo, podría optar por excluir a todos los artículos sobre el tema con una puntuación de Jadad de 3 o menos.
- Analizar con criterio un documento individual.